# Акция (финансы)
А́кция (нем. Aktie, от лат. actio — [помимо прочего] право (на что-то), которое может быть отстояно в суде) — эмиссионная ценная бумага, доля владения компанией, закрепляющая права её владельца (акционера) на получение части прибыли акционерного общества в виде дивидендов, на участие в управлении акционерным обществом и на часть имущества, остающегося после его ликвидации, пропорционально количеству акций, находящихся в собственности у владельца.

## История
Первые современные акции датированы 1531 годом, когда итальянские торговцы создали первую биржу в Брюгге, городе, игравшем значительную роль в международной торговле. На бирже в Брюгге уделялось большое внимание обслуживанию иностранных торговцев. Именно в Брюгге появились такие понятия, как биржевой бюллетень и официальные котировки — в 1592 году на этой бирже впервые был обнародован первый список стоимостей ценных бумаг.

## Категории акций
Различают обыкновенные и привилегированные акции:
1. Обыкновенные акции дают право на участие в управлении обществом (обычно, 1 акция соответствует одному голосу на собрании акционеров, за исключением проведения кумулятивного голосования) и участвуют в распределении прибыли акционерного общества. Источником выплаты дивидендов по обыкновенным акциям является чистая прибыль общества. Размер дивидендов определяется советом директоров предприятия и рекомендуется общему собранию акционеров, которое может только уменьшить размер дивидендов относительно рекомендованного советом директоров. Распределение дивидендов между владельцами обыкновенных акций осуществляется пропорционально вложенным средствам (в зависимости от количества купленных акций).
2. Привилегированные акции могут вносить ограничения на участие в управлении, а также могут давать дополнительные права в управлении (не обязательно), но по сравнению с обыкновенными акциями имеют ряд преимуществ: возможность получения гарантированного дохода, первоочередное выделение прибыли на выплату дивидендов, первоочередное погашение стоимости акции при ликвидации акционерного общества. Дивиденды часто фиксированы в виде определённой доли от бухгалтерской чистой прибыли или в абсолютном денежном выражении. Дивиденды по привилегированным акциям могут выплачиваться как из прибыли, так и из других источников — в соответствии с уставом общества.

Как правило, в России существуют значительные ограничения на участие в управлении компаниями, что вызвано тем, что массовая приватизация предприятий согласно 2 и 3 типу предусматривала передачу привилегированных акций трудовому коллективу, при этом лишая его права голоса на собраниях акционеров.
В настоящее время (2007) по российскому законодательству, если по привилегированным акциям не выплачены дивиденды, то такие акции предоставляют акционерам право голоса на общем собрании акционеров (за исключением кумулятивных привилегированных акций).
Привилегированные акции делятся на:
- Привилегированные имеют ряд привилегий в обмен на право голоса. У их собственника определена величина дохода в момент выпуска и размещения ценных бумаг. Определён размер ликвидационной стоимости. Приоритет при начислении этих выплат по отношению к обыкновенным.
- Кумулятивные (накапливающие). Привилегии — те же. Сохраняется и накапливается обязательство по выплате дивидендов. Фиксированный срок накопления дивидендов. При невыплате дивидендов обладатели этого вида акций получают право голоса на период до выплаты дивидендов.

Аналог привилегированных акций — акция учредительская (англ. founders share) — акция, распространяемая среди учредителей акционерных компаний и дающая им некоторые преимущественные права.
Держатели таких акций могут:
- иметь дополнительное количество голосов на собрании акционеров;
- пользоваться первоочередным правом на получение акций в случае их последующих эмиссий;
- играть главную роль в решении всех вопросов, связанных с деятельностью акционерных компаний.

По именным акциям данные об их владельцах регистрируются в реестре акционерного общества. В соответствии с законодательством физические и юридические лица могут быть владельцами именных акций.
Акции на предъявителя допускают их свободную куплю-продажу на вторичном рынке без необходимости перерегистрации владельца. Российское законодательство допускало выпуск акций на предъявителя до 2002 года. С 2003 года акции могут выпускаться только в форме именной ценной бумаги.

## Допуск к торгам
Для допуска к торгам на бирже акции должны пройти процедуру листинга или быть допущены к торгам без прохождения процедуры листинга.
Участие акции в торгах позволяет эмитенту привлечь самый дешёвый и самый долгосрочный капитал, повысить стоимость компании, снизить стоимость заимствований, поднять свой престиж, осуществлять дополнительную рекламу через биржевые каналы и успешно размещать последующие выпуски.

## Стоимость акций

### Номинальная
Номинальная стоимость акции — это то, что указано на её лицевой стороне (иногда её называют нарицательной стоимостью). Общая величина уставного капитала равна общей сумме номиналов всех выпущенных акций.
Номинальная стоимость всех обыкновенных акций общества должна быть одинаковой.
Номинальная стоимость не обязана отражать реальную ценность акций. Однако она часто используется для ряда операций (оценка пошлин, комиссий, тарифов), особенно на неразвитом, малоликвидном фондовом рынке. Цена акций при первичном размещении не должна быть ниже номинальной стоимости.

### Эмиссионная
Эмиссионная стоимость акции — стоимость акций при их первичном размещении, по которой её приобретает первый держатель. Обычно эмиссионная цена акции превышает номинальную стоимость или равна ей. Превышение эмиссионной цены над номинальной стоимостью называется эмиссионной выручкой, или эмиссионным доходом.

### Балансовая
Балансовая стоимость акций — частное от деления стоимости чистых активов компании (балансовой стоимости компании) на количество выпущенных акций, находящихся в обращении. Если рыночная цена ниже балансовой, то это является основой для будущего биржевого роста цены. Обычно балансовую стоимость определяют при аудиторских проверках.

### Рыночная
Рыночная цена акции — это цена, по которой акция продаётся и покупается на вторичном рынке. Рыночная цена (котировка, курс) обычно формируется на торгах на фондовой бирже и отражает баланс спроса и предложения на данные акции. Для формирования рыночной стоимости важное значение имеет уровень ликвидности фондового рынка, а также доходность акций (размер выплачиваемых дивидендов).

## Методы оценки акций
Суммарная стоимость имущества и нематериальных активов котируемой компании обычно существенно отличается от суммарной стоимости её акций. Для потенциального покупателя акций важна не столько обеспеченность акции активами, сколько уровень прибыльности или доходности, которую обеспечивает данная компания.
Обычно оценкой стоимости занимаются инвестиционные банки или независимые аналитические агентства, которые предоставляют независимую аналитику стоимости акций. Если расчётная стоимость акций выше текущей котировки, их называют недооценёнными, если ниже — переоценёнными. Зачастую к недооценённым относятся акции небольших и малоизвестных компаний (англ. small caps).
Инвестиции в недооценённые компании достаточно популярны, так как могут принести значительную прибыль в короткий срок.
В мировой практике используется много методов определения цены акций, наиболее распространённые из которых:
- способ оценки по ожидаемой доходности;
- способ оценки на основе изменения дивидендов;
- прогнозный будущий денежный поток приводится к настоящему моменту методом дисконтирования;
- модифицированная модель оценки акций.

Оценка акций в российском бухгалтерском учёте регулируется Положением по бухгалтерскому учёту «Учёт финансовых вложений», где:
- Финансовые вложения принимаются к бухгалтерскому учёту по их первоначальной стоимости;
- Первоначальной стоимостью финансовых вложений признаётся сумма фактических затрат на их приобретение;
- Первоначальная стоимость финансовых вложений, по которой они приняты к бухгалтерскому учёту, может изменяться;
- При выбытии актива без текущей рыночной стоимости, она определяется исходя из оценки, определяемой одним способов, в соответствии с учётной политикой организации:
  - по первоначальной стоимости каждой единицы бухгалтерского учёта финансовых вложений;
  - по средней первоначальной стоимости;
  - по первоначальной стоимости первых по времени приобретения финансовых вложений (способ ФИФО).

## Инвестиционные свойства акций
Акция представляет собой инструмент для инвестирования капитала, она относится к долевым ценным бумагам. Инвестиционный потенциал акций зависит от ряда характеристик, основными из которых являются финансовое состояние эмитента, надёжность, ликвидность и доходность.
Инвестиционные возможности обыкновенных акций связаны с тем, что они могут обращаться на биржевом или внебиржевом рынке и приносить доход не только в форме дивидендов, но и за счёт изменения стоимости в разные периоды времени. Колебания стоимости могут быть очень существенными и значительно превосходить размер дивидендов. Многие акционерные общества не выплачивают дивидендов, но при этом стоимость их акций может увеличиваться в несколько раз.

## Пакет акций
Пакет акций — количество акций акционерного общества, находящееся в одних руках или под единым контролем. Стоимость крупных пакетов акций может многократно увеличиваться, если их контроль позволяет оказывать влияние на деятельность общества. Обычно 5 % обыкновенных (голосующих) акций достаточно для созыва общего собрания акционеров; 25 % позволяет заблокировать большинство решений общего собрания; более 50 % обеспечивает полный контроль над деятельностью компании. Важно учитывать, что в большинстве случаев при голосовании считается количество не всех акций, а только тех акционеров, кто присутствует. На практике для крупных компаний с очень большим количеством акционеров для принятия решений бывает достаточно контролировать и менее 10 % акций, а для блокирования может хватать и пары процентов, так как большинство мелких акционеров никогда не принимает участие в голосовании.
Надбавка за пакет акций — надбавка к курсу акций, получаемая продавцом пакета за увеличение управленческих полномочий покупателя пакета.

### Блокирующий пакет акций
Блокирующим пакетом акций обычно называют долю обыкновенных (голосующих) акций, которая позволяет блокировать принятие решений общего собрания акционерного общества. Обычно речь идёт не о любом решении, а об установленном перечне вопросов. Федеральный закон «Об акционерных обществах» требует, чтобы ряд решений на общем собрании акционеров принимался квалифицированным большинством голосов. Такие требования предъявляются следующим вопросам:
- внесение изменений и дополнений в устав общества или его утверждение в новой редакции;
- реорганизация общества;
- ликвидация общества, назначение ликвидационной комиссии и утверждение промежуточного и окончательного ликвидационных балансов;
- определение количества, номинальной стоимости, категории (типа) объявленных акций и прав, предоставляемых этими акциями;
- приобретение (выкуп) обществом размещенных акций.

Кроме того, в уставе общества может быть записан дополнительный перечень решений, для принятия которых будет требоваться число голосов, более стандартного большинства.
Квалифицированным большинством закон считает не менее трёх четвертей голосов от участвующих в собрании (если более высокие требования не предусмотрены в уставе). На практике на собраниях обычно присутствуют не все акционеры, особенно если много мелких (миноритарных), что позволяет блокировать решения значительно меньшим числом акций, чем 25 % от их общего числа. В крупных компаниях блокирующий пакет может составлять всего пару процентов акций.

### Контрольный пакет акций
Контрольный пакет акций — доля голосующих акций, дающая их владельцу возможность самостоятельно принимать решения в вопросах функционирования акционерного общества, в том числе назначать руководящий состав. Безусловным контрольным пакетом является 50 % + 1 акция. Но на практике для корпораций США из-за неучастия значительного числа акционеров в собраниях контрольный пакет акций составляет в среднем не более 20 %, а зачастую 5—10 %.

### Миноритарный пакет акций
Миноритарный пакет акций не позволяет акционеру самостоятельно влиять на какие-либо решения при голосовании. Также, такой пакет акций называется «неконтролирующим». При значительном распылении акций, сговор или иное объединение большой группы миноритарных акционеров может позволить им при синхронном голосовании оказать влияние на решения, но на практике такое крайне маловероятно. При этом миноритарный акционер может обладать значительной административной властью, например, работая в руководстве компании как сотрудник.